# Augusta Treverorum
Augusta Treverorum sau Treveris (acum Trier), în Germania, a fost un oraș creat de romani pe Mosela, în țara poporului cunoscut sub numele de treviri, în provincia Gallia Belgica, a cărei capitală a fost. În timpul Imperiului Roman avea câteva zeci de mii de locuitori. Cu cei circa 80.000 de locuitori, în anul 300, Augusta Treverorum era cel mai mare oraș de la nord de Alpi și de aceea avea statutul de metropolă. Treveris a fost foarte devreme punctul de contact între civilizațiile celtică, germanică și romană. După supunerea trevirilor, împăratul Augustus a fondat Augusta Treverorum (în jurul anului 16 î.Hr.). Cetatea romană a fost locul unei intense activități economice, culturale și intelectuale, și s-a dezvoltat până la invazia triburilor germanice în 274.

## Topografie
Augusta Treverorum se întindea pe malul drept al Moselei, într-o vale cu maluri abrupte. În apropiere se află un monument remarcabil, mausoleul de la Igel.

## Toponimie
- numele localității, folosit adesea: Treveris
- de la numele fondatorului, împăratul Augustus, pentru orașul lui Augustus al poporului treviri.

## Colonia Augusta Treverorum

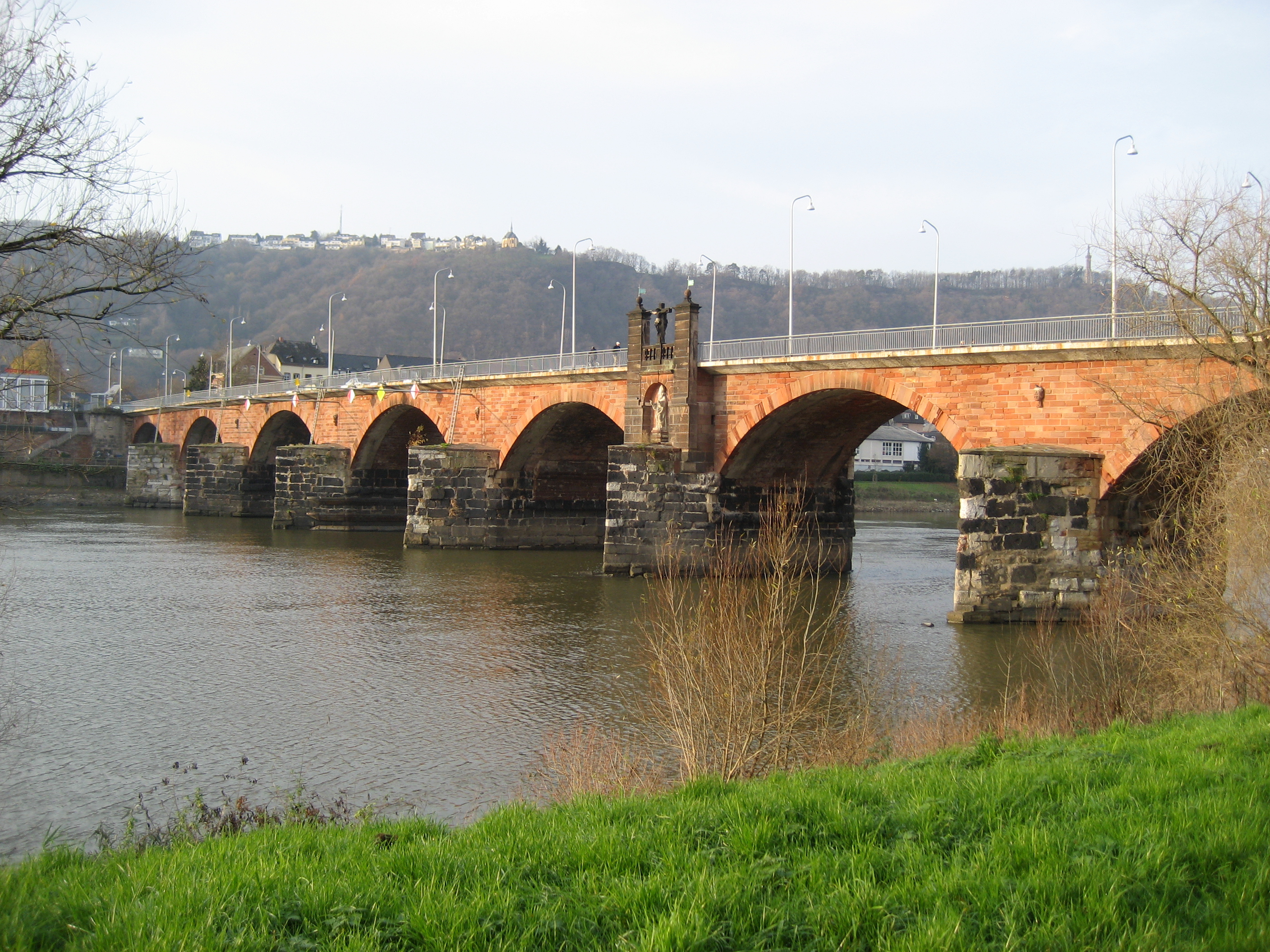
Podul roman peste Mosela, construit sub Claudius.

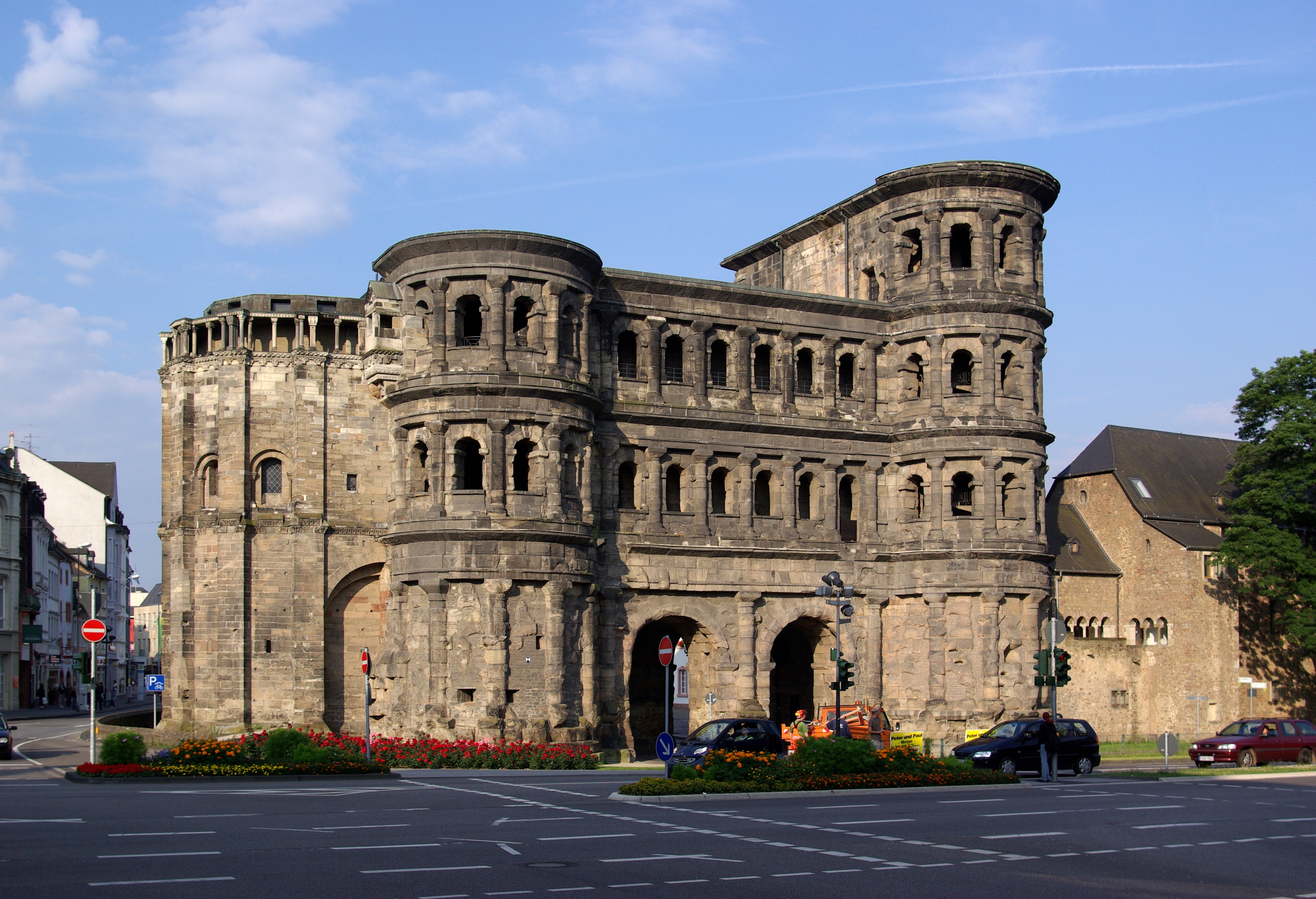
Porta Nigra ridicată la Augusta Treverorum, în cursul iernii 169 - 170 d.Hr.între anul 160 și 180 (d.Hr.)

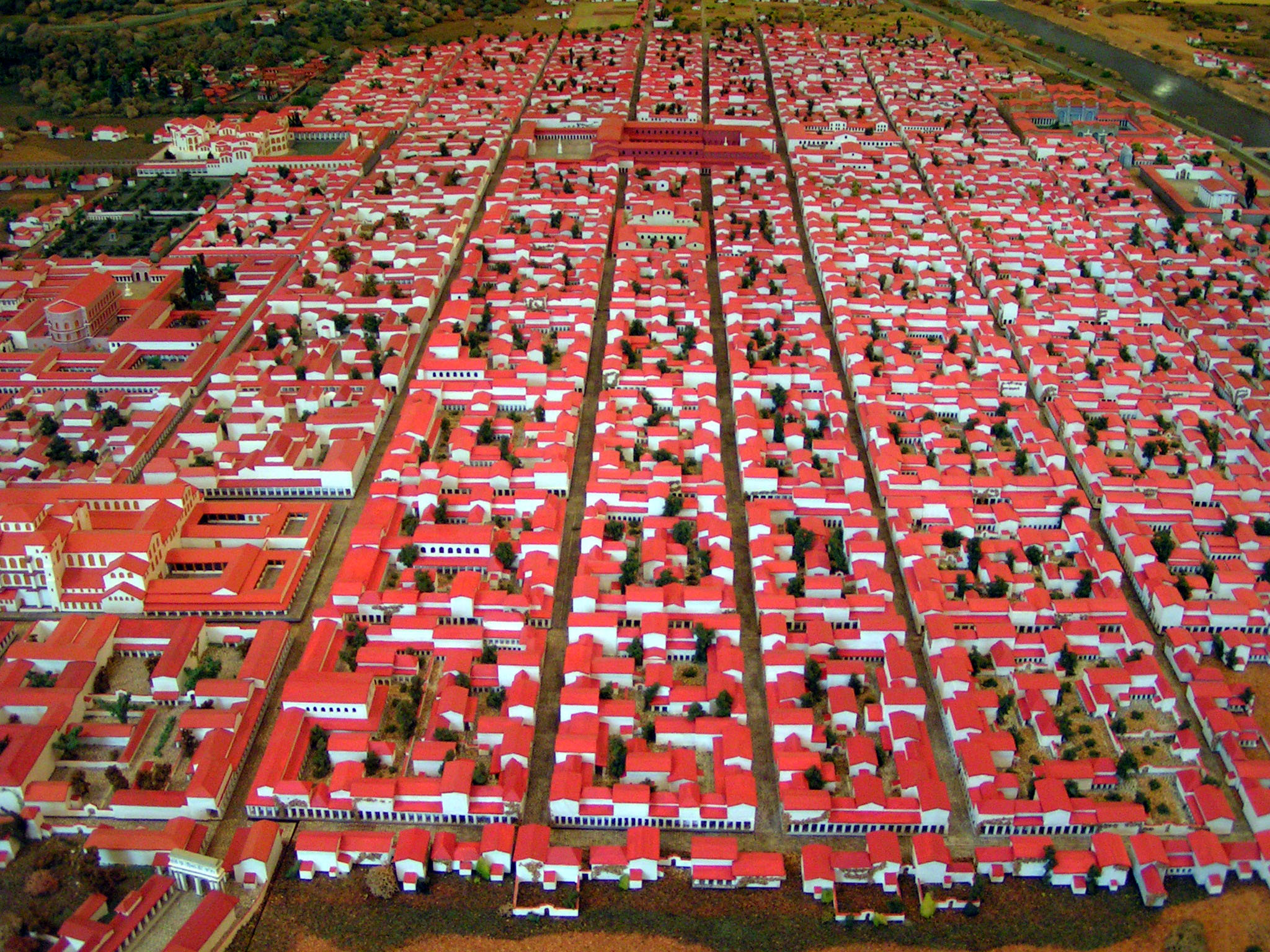
Reconstituire a localității Augusta Treverorum, în secolul al IV-lea.

Orașul a fost fondat cel târziu în anul 16 î.Hr. de către împăratul roman Augustus. În spațiul germanofon actual, doar Augsburg (în Bavaria) și Augst (în Nordul Elveției) își împart cu Augusta Trevorum onoarea de a purta numele împăratului. 
Podul care traversează Mosela a fost construit din lemn și a fost reedificat din piatră, în 45 d.Hr.
Orașul s-a dezvoltat rapid. S-au ridicat numeroase construcții, cu au fost, prin anul 80, Termele, în apropiere de piața de vite sau prin anul 100 amfiteatrul. Sub Marc Aureliu și Commodus a fost ridicată poarta Nord, Porta Nigra, construită în cursul iernii 169 - 170 d.Hr., care marchează foarte bine importanța orașului în secolele al II-lea și al III-lea. Mai presus de toate, incinta are o lungime de 6,4 km, protejând o suprafață de 285 ha, cea mai mare din Galii.
Din 271 până în 274, Augusta Treverorum a devenit reședința galo-romanului Tetricus, care se proclamase împărat al Galiilor, iar din anul 273 a fost și sediul unui episcopat. 
În 275, limes-ul Rinului superior slăbindu-se puternic, orașul a fost distrus de franci și de alamani, apoi a fost reconstruit Constantius Chlorus care a avut aici reședința din 293 până în 306. Orașul va deveni capitală a Galiilor în 297.
Reședință imperială, orașul, al cărui nume era cel mai adesea abreviat în Treveris, a devenit în timpul tetrarhiei unul dintre orașele cele mai importante  din Imperiul Roman de Apus alături de Roma și de Mediolanum. De acolo erau administrate provinciile romane din Europa Occidentală actuală (părțile romane din Țările de Jos, Belgia, Luxemburg, Germania de Vest, Franța, Spania, Portugalia) și o parte din Africa de Nord (Marocul roman).

## Praefectus Praetorio Galliarium
Orașul a fost, din 306 până la fondarea Constantinopolului (324/330), centrul puterii lui Constantin cel Mare, iar Constantin al II-lea, fiul său, a avut aici reședința din 328 până în 340. 
Din 367 până în 388, Treveris a fost din nou reședință imperială (Valentinian I, Grațian, Magnus Maximus); în sfârșit tânărul Valentinian al II-lea a avut aici reședința, încă o dată, prin 390. 
Cel mai semnificativ fiu al orașului a fost, cu siguranță, Sfântul Ambrozie.
Romanii au pierdut orașul în pofida eforturilor lui Arbogast pentru a-l apăra; a căzut în mâinile francilor cel mai târziu în 475, această teză a fost contestată de către istoricul Franz Staab din cauza absenței elementelor funerare france înainte de primul sfert al secolului al VI-lea. Se pare că înainte Treveris fusese deja cucerit și jefuit de cel puțin trei ori. 
De la Augusta Treverorum plecau drumuri romane până în Țările de Jos, spre Colonia Ulpia Traiana, aflată în apropierea actualului Xanten sau spre Colonia Claudia Ara Agrippinensium, actualul Köln, pe Drumul roman Treveris-Colonia, spre Bingen, trecând pe drumul care s-a numit Via Ausoniana, drept omagiu adus poetului și bărbatului de stat roman Ausonius, care și-a exercitat timp îndelungat funcțiile la Treveris (a fost mai ales Praefectus Praetorio Galliarium în 378).